# Ducat de Brèscia
El ducat de Brèscia va ser un dels ducats establerts pels longobards a Itàlia. L'ocupació del nord d'Itàlia es va dur a terme durant la primera fase de l'arribada dels longobards a la península, entre 568 i 569; Brixia va ser una de les ciutats on la presència llombarda va ser més gran i va tenir un paper de primera importància en la història del regne llombard, especialment a causa de les personalitats de Rotari i Desideri.

## Història

### Elseglevi
El primer duc llombard de Brèscia va ser Alaquis I (Alachis I) dit el Savi, que va morir al voltant del 573. Poques notícies es tenen sobre aquest duc: Malvezzi afirma que havia restaurat la muralla de la ciutat, que li havia estat encarregada la construcció de la Curia Ducis. Va ser anomenat en llatí "Prudens vir", o també "el Savi", pel mèrit d'haver-se compromès amb la pau i el benestar de la ciutat; va morir de "mort cristiana".

### El segle VII
A la mort sense descendència del rei Arioald l'any 636, els ducs van triar al duc de Brèscia, Rotari. Nascut l'any 606, el fill de Nandinig del clan dels Arodingi, fou el dissetè rei dels llombards a Itàlia i és descrit per Pau el Diaca com "un home de gran força i que va seguir el camí de la justícia, però no va prendre el camí correcte de la fe cristiana i estava sotmès a la perfídia de l'heretgia arriana». Es va casar amb Gundeperga, la vídua del seu predecessor; a la seva mort (652) va esdevenir duc de Brescia i rei dels llombards el seu fill Rodoald, que va morir sis mesos després (653).
L'any 680 es va convertir en duc de Brèscia, Alaquis II (Alachis II), duc de Trent, que tenia el suport de dos nobles llombards de Brèscia, Aldo i Grauso. Alachis, cap de la fronda arriana i tradicionalista de la part oriental del regne longobard (o més precisament les regions orientals de la Longobardia Maior), en repetides ocasions va tractar d'usurpar el tron de Pavia, abans de ser finalment derrotat i mort el 689 per Cunipert a la batalla de Coronate, lliurada entre la plana de Trezzo i Cornate d'Adda, al llarg del riu que marcava la frontera entre la part oriental i la part occidental.

### Elsegleviii
També el darrer rei dels longobards era brescià, encara que no per naixement. El seu nom era Desideri i era un noble de Túscia, casat amb Ansa, filla de Veríssimo (noble de Brèscia d'origen llatí). Tenien almenys sis fills: Adelchi (Adelquis), associat al tron l'any 759; Gerberga, esposa de Carloman (hereu de Pipí el Breu i germà de Carlemany); Desiderata, conegut com a "Ermengarda" esposa de Lluís II d'Itàlia (el Jove); Anselperga, abadessa de Sant Salvatore a Bréscia; Adelperga, esposa del duc de Benevent Arequis II i deixeble de Pau el Diaca (així com probablement ho foren els germans); i Liutperga, que es va casar amb Tassilo III de Baviera. Desideri va fundar a Brèscia molts monestirs importants, com el de Sant Salvatore (ara Santa Julia) o l'Abadia de Leno Leonense, i un altre a Sirmione.
Amb la invasió dels francs l'any 774, el ducat va deixar d'existir i va esdevenir un comtat que va passar a formar part de l'imperi de Carlemany.